# Wasyliwka (hromada Andruszky)
Wasyliwka (ukr. Василівка) – wieś na Ukrainie, w obwodzie żytomierskim, w rejonie żytomierskim, w hromadzie Andruszky. W 2001 liczyła 555 mieszkańców, spośród których 549 wskazało jako ojczysty język ukraiński, 3 rosyjski, 2 węgierski, a 1 białoruski.